# مصفاة الشعيبة (العراق)
مصفاة الشعيبة وهي مصفاة نفط تقع في جنوب العراق، وتعتبر مصفاة الشعيبة من أهم وحدات التكرير في جنوب العراق، وتزود السوق المحلية بالمنتجات النفطية، وتقع المصفاة على مسافة 20 كم إلى الغرب من مدينة البصرة.
شيد المبنى في عام 1969، وباشرت منشآتها في الإنتا في عام 1974، ثم توقفت عن الإنتاج خلال الحرب العراقية الإيرانية للسنوات (1980-1988)، كما أصيبت بشلل تام خلال عقد التسعينات من جراء الحصار الاقتصادي، وتنتج المصفاة في المرحلة الحالية مجموعة من المنتجات النفطية، منها مادة النفط الخام المكرر، ومادة البنزين، والنفط الأبيض، ووقود الطائرات، وزيت الغاز، وزيت الوقود، والغاز السائل، والاسفلت، والنفثا الخفيفة، والنفثا الثقيلة، وزيوت الأساس، والغازات والفاقد.

## الأقســـــام
1- هيئة الإنتاج وتتضمن:
- قسم مصفى البصرة/ 1 ويشمل وحدة تكرير بطاقة انتاج 70,000 وحدة، والهدرجة بطاقة انتاج 29,000 وحدة، والتحسين بطاقة انتاج 8,000 وحدة.
- قسم مصفى البصرة/2 ويشمل وحدة تكرير بطاقة انتاج 70,000 وحدة، والهدرجة بطاقة انتاج 29,000 وحدة، والتحسين بطاقة انتاج 8,000 وحدة.
- قسم مصفى البصرة/3 ويشمل وحدة تكرير بطاقة انتاج 70,000 وحدة، والهدرجة بطاقة انتاج 6,000 وحدة، والتحسين بطاقة انتاج 10,000 وحدة.

2- قسم مصفى الدهون:
شيد المبنى في عام 1977، وأنجز المشروع عام 1982 وبدأ الإنتاج عام 1996 حيث ينتج مختلف أنواع الدهون، وتبلغ طاقتهُ الإنتاجية (100,000) طن/سنة ويتكون من:
وحدة التقطير الفراغي، وحدة إزالة الإسفلت، وحدة المعاملة بالفورفرال، وحدة إزالة الشمع، وحدة هدرجة الدهون، وحدة المزج، وحدة التعبئة، وكذلك يقوم بإنتاج 110,000 طن/سنة من الإسفلت ذو النفاذية الواطئة وهناك وحدة أخرى لهدرجة وصب الشمع.
3- شعبة الغاز وتتضمن:
- وحدة الغاز الأولى (قيد الإنشاء)
- وحدة الغاز الثانية بطاقة 200 طن/يوم
- وحدة الغاز الثالثة بطاقة 220 طن/يوم
- وحدة الخزانات بطاقة خزنية (1030) م3